# Estación de Medina del Campo
Medina del Campo es una estación ferroviaria situada en el municipio español de Medina del Campo, en la provincia de Valladolid (Castilla y León). Cuenta con servicios ferroviarios de Larga y Media Distancia operados por Renfe. Las instalaciones también cumplen funciones logísticas.
La estación original fue inaugurada en 1860 con motivo de la construcción de la línea Madrid-Hendaya. Debido a su ubicación geográfica, Medina del Campo ha constituido históricamente uno de los principales nudos ferroviarios de España al confluir en ella hasta cuatro líneas férreas, de entre las cuales sobresalían los trazados que iban a Francia y Portugal. Esta circunstancia ha supuesto que el recinto haya acogido desde siempre un importante tráfico de pasajeros y mercancías. Debido a ello, ha contado con importantes instalaciones para atender las necesidades derivadas de su intensa actividad.
Desde 2016 existe en el municipio otra estación, Medina del Campo AV, que concentra los servicios de alta velocidad y larga distancia.

## Situación ferroviaria
La estación, que se encuentra a 724,73 metros de altitud, forma parte del trazado de las siguientes líneas férreas:
- Línea férrea de ancho ibérico Madrid-Hendaya, punto kilométrico 206,312.[2]
- Línea férrea de ancho ibérico Medina del Campo-Vilar Formoso, punto kilométrico 000,000.[2]
- Línea férrea de ancho ibérico Medina del Campo-Zamora, punto kilométrico 000,000.[2]

Antiguamente la estación también formó parte de la hoy semi-desmantelada línea de ferrocarril que unía Segovia con Medina del Campo, estando situada en el punto kilométrico 092,305. En la actualidad solo se mantiene operativa la sección Medina del Campo-Olmedo.

## Historia
La estación fue abierta el 15 de septiembre de 1860 con la puesta en marcha del tramo Medina del Campo–Valladolid de la línea radial Madrid-Hendaya. Su explotación inicial quedó a cargo de la Compañía de los Caminos de Hierro del Norte de España, que construyó un edificio para viajeros, dos muelles para mercancías y un depósito para locomotoras. Sin embargo, la llegada de nuevas líneas férreas, como la Medina del Campo-Zamora en 1863 o la Villalba-Segovia, absorbida por la compañía en 1884, supusieron un aumento creciente del tráfico que convirtió rápidamente las instalaciones existentes en pequeñas. Por ello, en 1896, Norte decidió encargar a Vicente Sala, uno de sus mejores ingenieros, la construcción de una nueva estación de tipo monumental y estilo francés dotada de una marquesina metálica de grandes proporciones, que se inauguró el 6 de diciembre de 1902.
En 1941 la nacionalización de la red ferroviaria de ancho ibérico supuso el final de «Norte» y el nacimiento de RENFE, que se hizo cargo de las instalaciones de Medina del Campo. Bajo RENFE la estación continuó siendo un importante nudo ferroviario. La progresiva introducción de la tracción diésel y la electrificación de algunos trazados llevaron a la decadencia del depósito de locomotoras de Medina del Campo, que acabaría siendo clausurado a comienzos de la década de 1970. El enlace de Medina con Madrid a través de Segovia fue cerrado al tráfico en 1993 debido a que la explotación del trazado no era rentable. En enero de 2005, con la división de la antigua RENFE en Renfe Operadora y Adif, este último organismo asumió la gestión de las instalaciones ferroviarias.
Dentro de los planes de alta velocidad y tras la apertura en diciembre de 2007 de la línea de alta velocidad Madrid–Segovia–Valladolid, está previsto construir un ramal hasta Medina, que se prolongará después hacia Zamora y Salamanca.
En febrero de 2016 comenzó a prestar servicio la nueva estación de Medina del Campo AV (inaugurada definitivamente el 7 de diciembre de 2017), ubicada en las afueras de la localidad, lo que supuso desplazar a esta los servicios diurnos de larga distancia que conectaban Medina del Campo con Madrid y Galicia.

## La estación

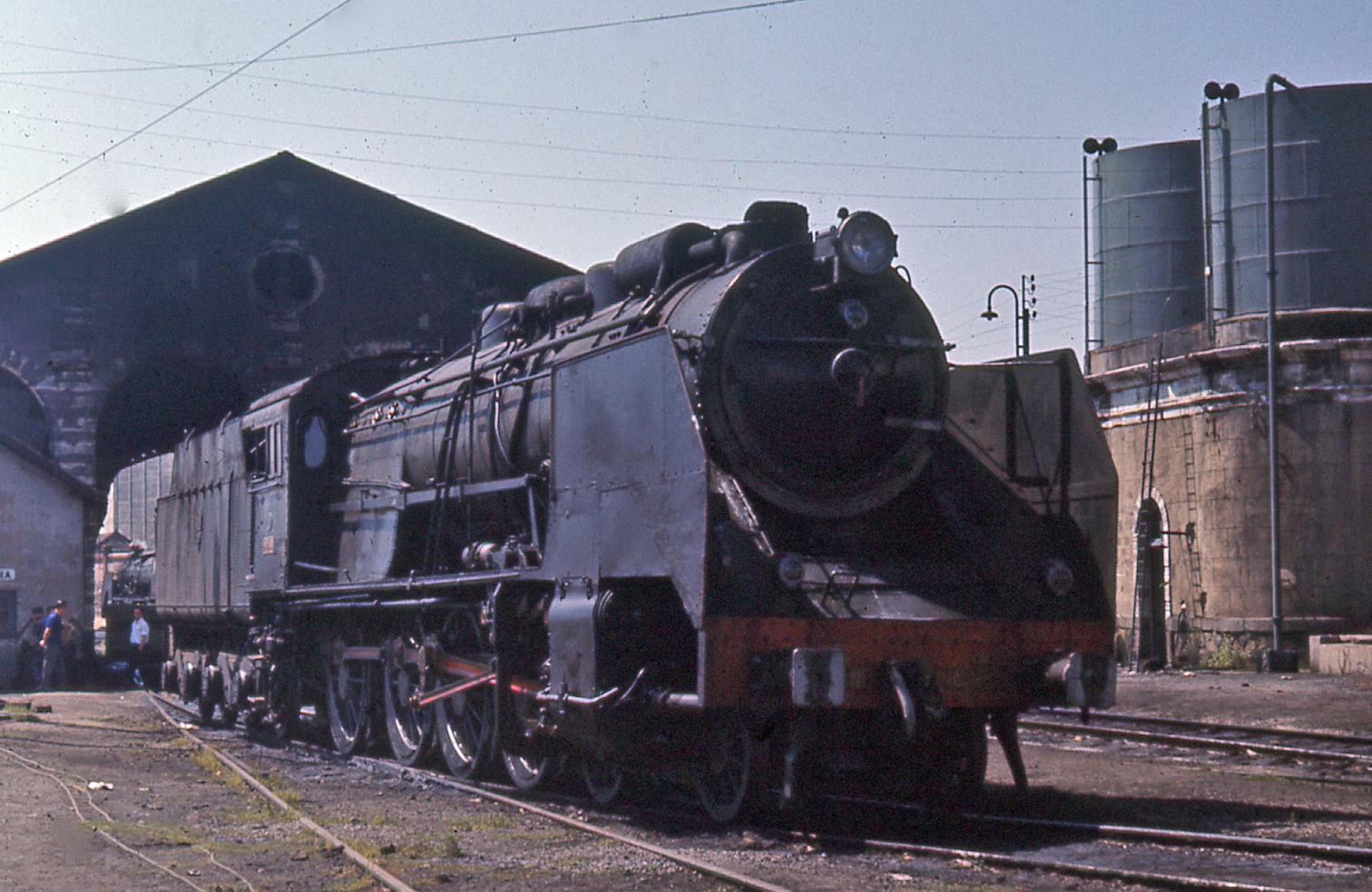
Una locomotora de la serie 240 en el depósito de Medina del Campo, en agosto de 1970.

Medina del Campo es una estación monumental de estilo ecléctico con inspiraciones clasicistas. Muestra un diseño ortogonal y simétrico basado en el modelo francés de la época. En total, todo el complejo ferroviario abarca 18 hectáreas. El edificio para viajeros destaca por sus grandes dimensiones (102 x 12,5 metros) y se compone de un bloque central al que se unen dos pabellones y dos anexos laterales. Su esquema compositivo es marcadamente ortogonal y simétrico tanto en planta como en alzado, siguiendo el modelo de estaciones francesas similares. La fachada principal está decorada con tres arcos peraltados con generosas claves y pilastras corintias. Un frontón curvo con el escudo de armas de la ciudad completa la parte ornamental.
Sobre los andenes destaca una amplia marquesina de dos vertientes construida en hierro y cristal de 356 toneladas de peso y unas medidas de 102 x 35 metros. Cuenta con elementos decorativos tanto en los capiteles de las columnas que sostienen la estructura como en los cuerpos mensulados o en los broches de remate.
La estación de Medina del Campo dispone de cuatro andenes, uno lateral y tres centrales a los que acceden siete vías. La marquesina cubre las vías 1, 2, 3 y 4 y dos andenes. El resto de los andenes también posee marquesina propia con tejado en uve. Más vías destinadas a funciones logísticas completan las instalaciones. Los servicios ferroviarios de la estación cuentan con venta de billetes, atención al cliente, aseos, cafetería y restaurante. Todo el recinto está equipado con servicios adaptados para las personas con discapacidad. En el exterior existe un recién ampliado aparcamiento y una parada de taxi, así como conexiones de autobuses urbanos.

## Servicios ferroviarios

### Larga Distancia
La estación cuenta con un servicio diario Alvia que conecta las ciudades de Salamanca y Barcelona en ambos sentidos.
Desde febrero de 2016, los servicios de larga distancia diurnos entre Madrid y Galicia pasan a efectuar parada en la nueva estación de Medina del Campo AV, al circular por la LAV Olmedo - Galicia.

### Media Distancia
El intenso tráfico de Media Distancia que ofrece la estación permite amplias conexiones directas con casi toda Castilla y León (exceptuando Soria y Segovia) y con Madrid. 
Se venden billetes combinados con enlace en Valladolid que posibilitan trayectos con transbordo hacia Santander, Bilbao, San Sebastián u otras ciudades de Castilla y León.

## Galería de imágenes

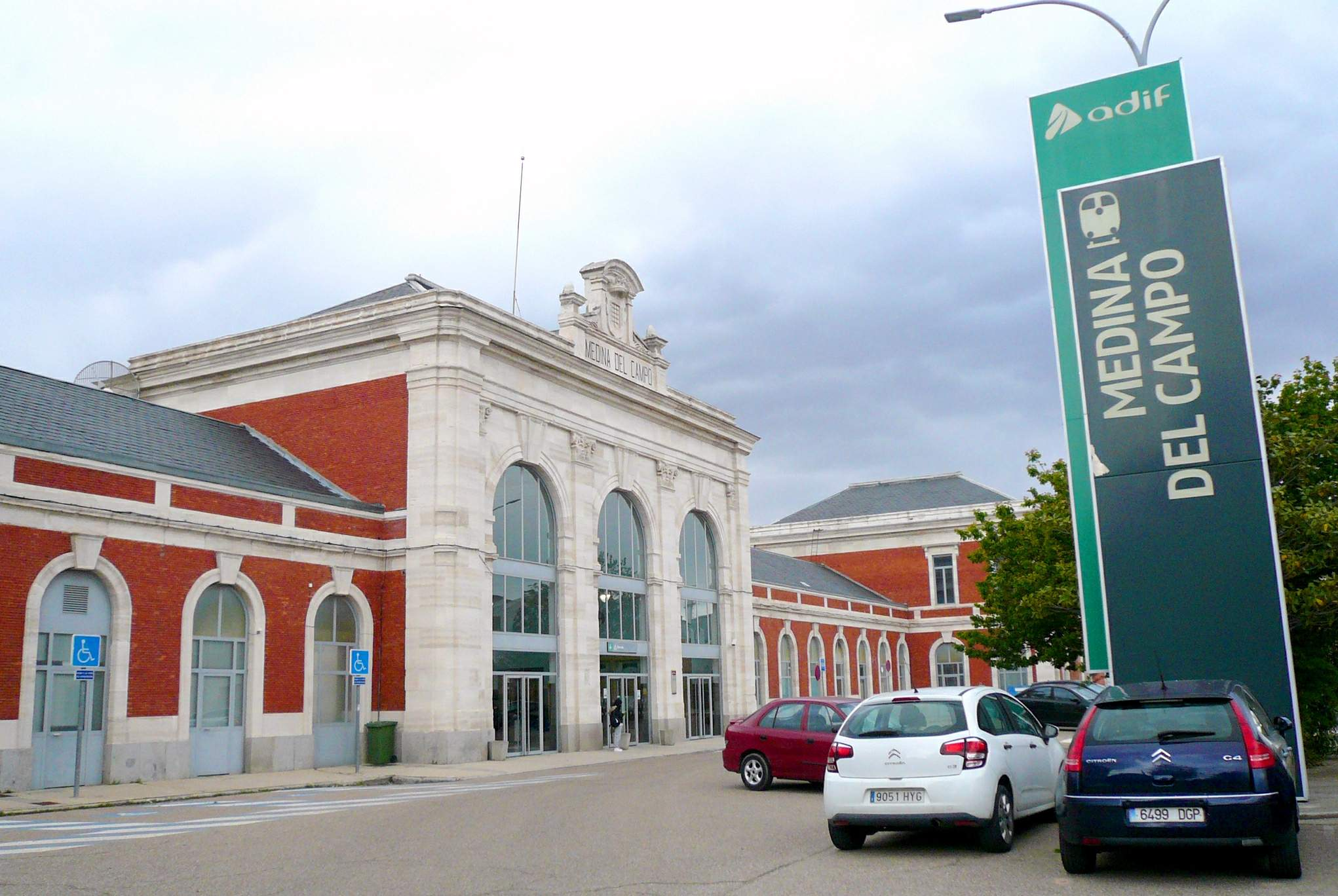
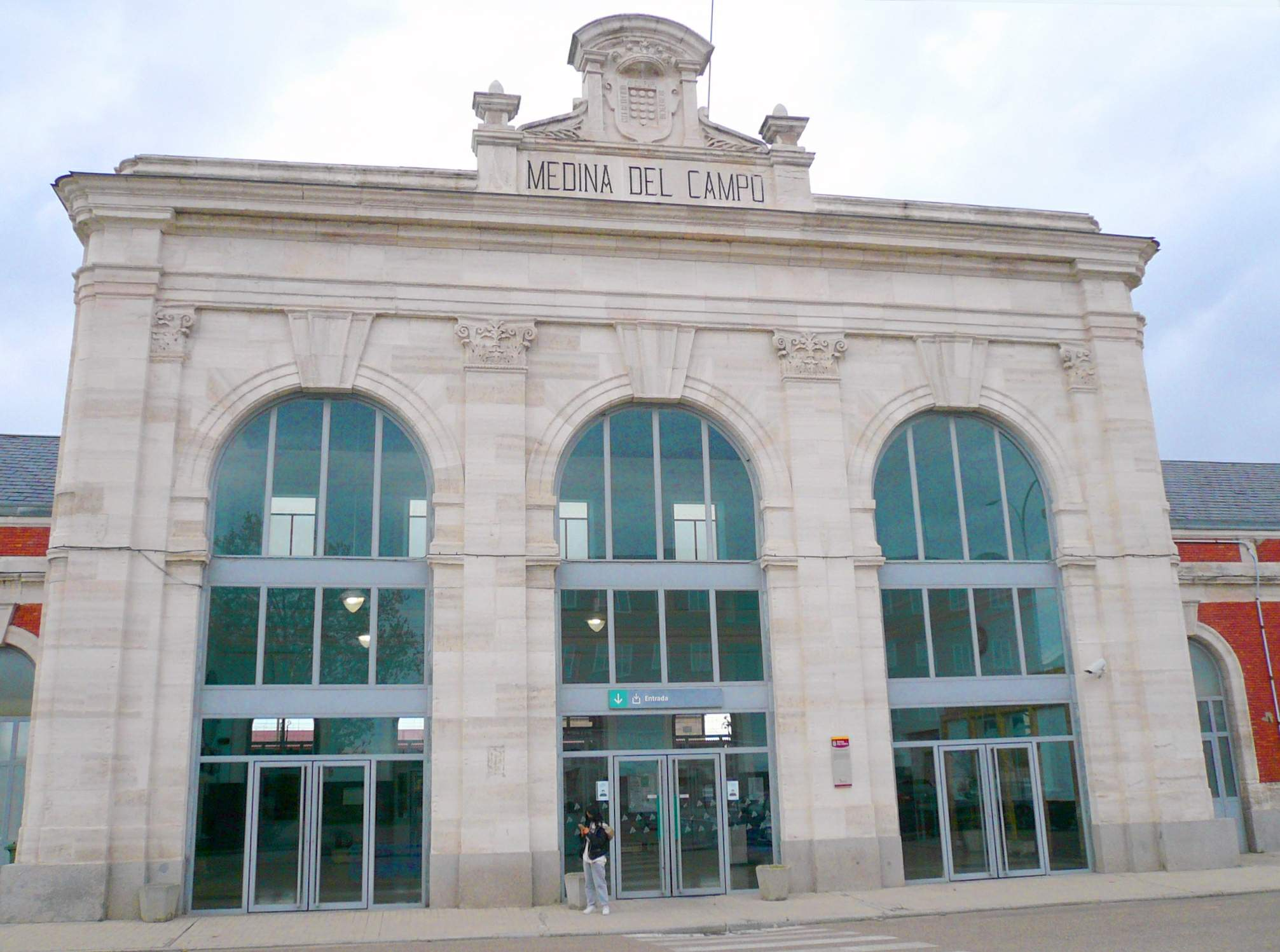
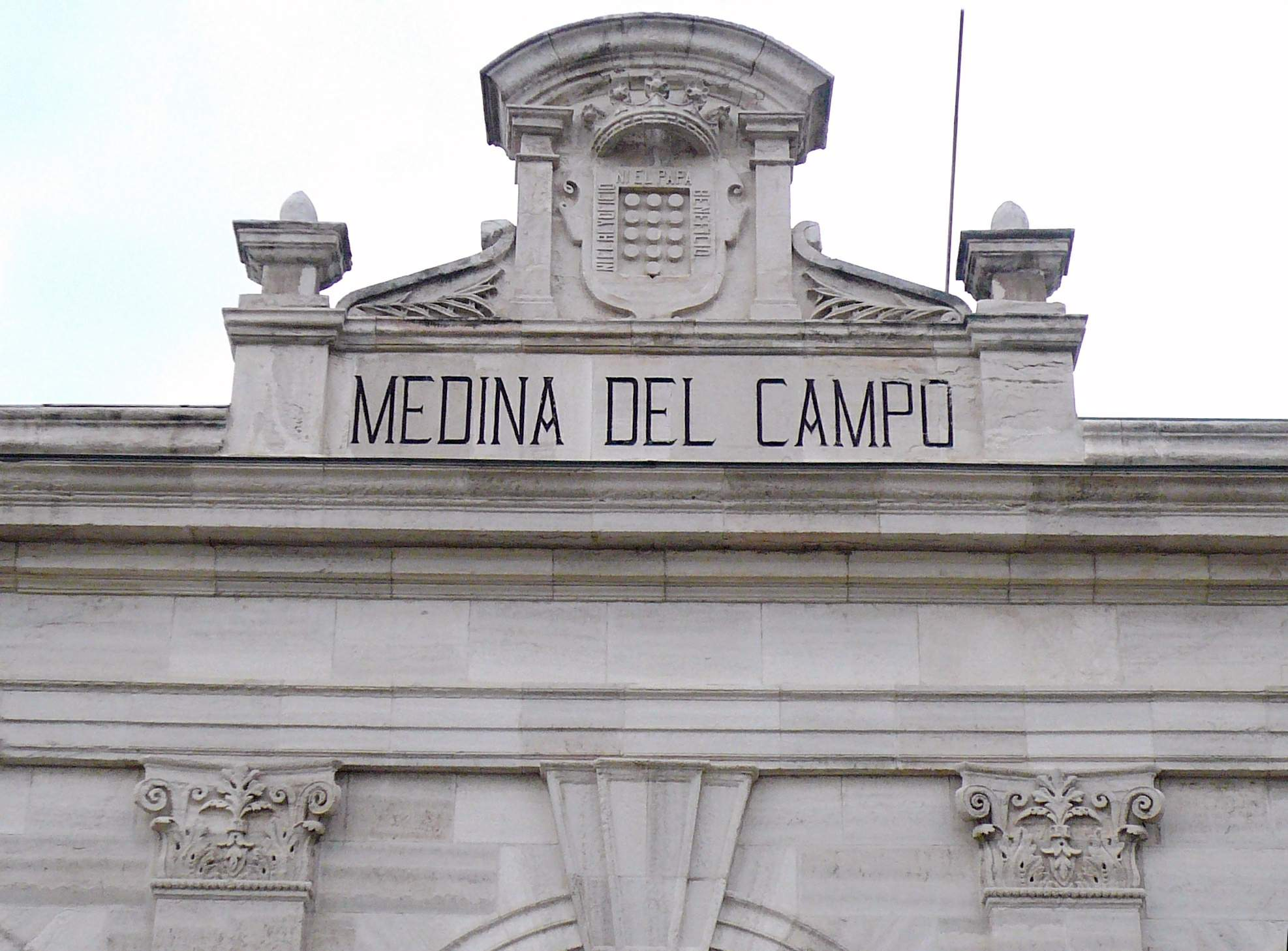
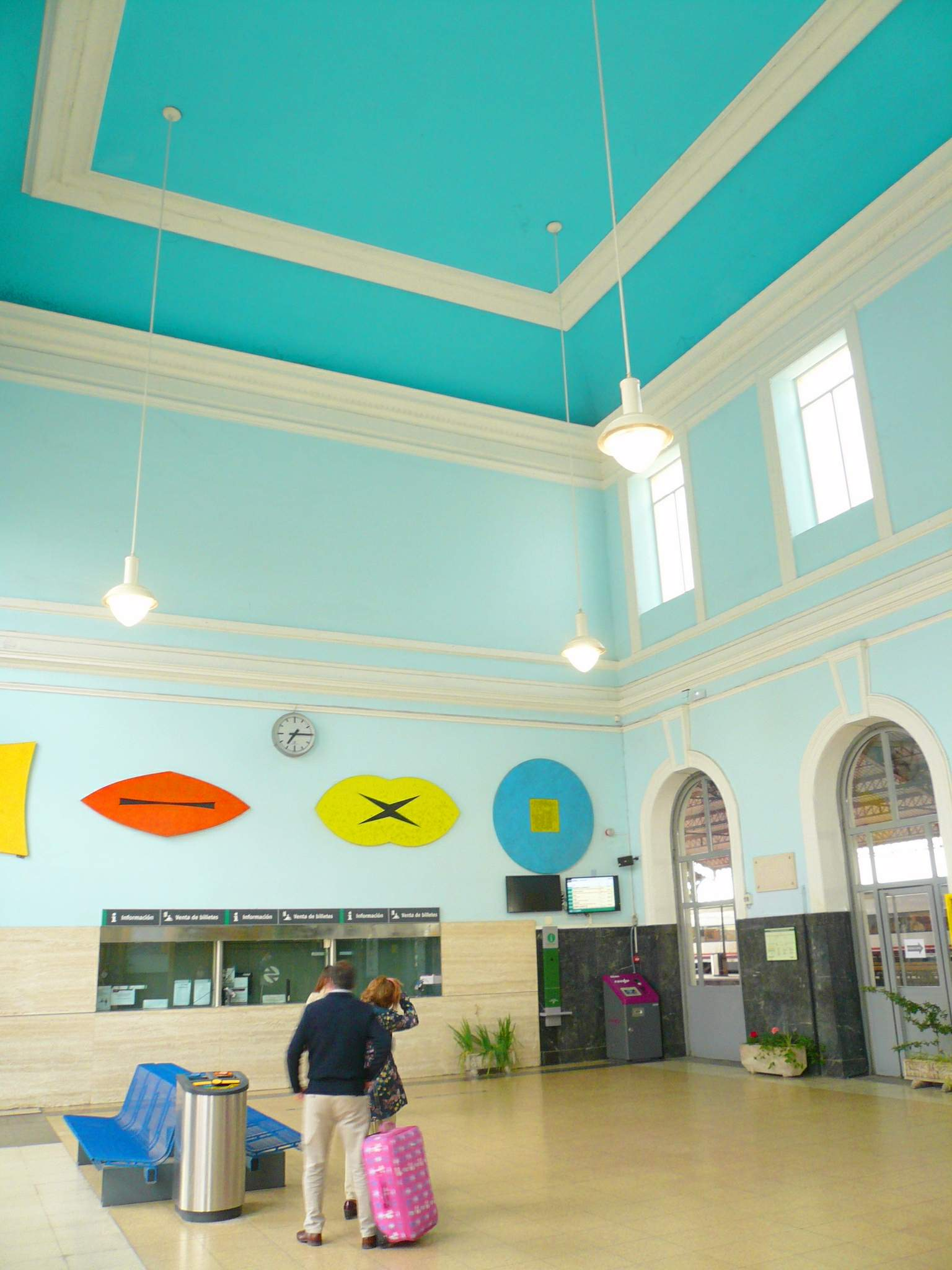
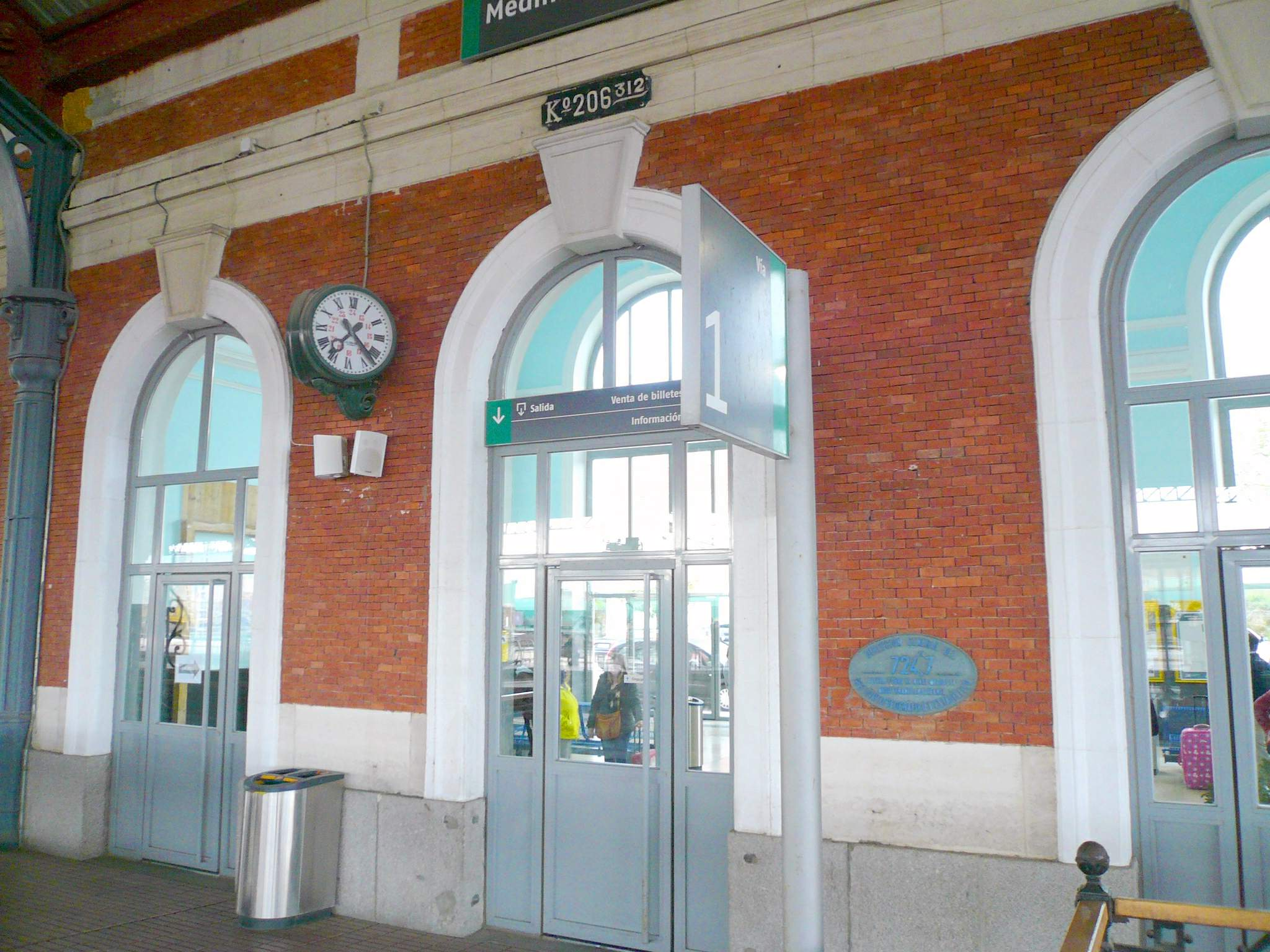
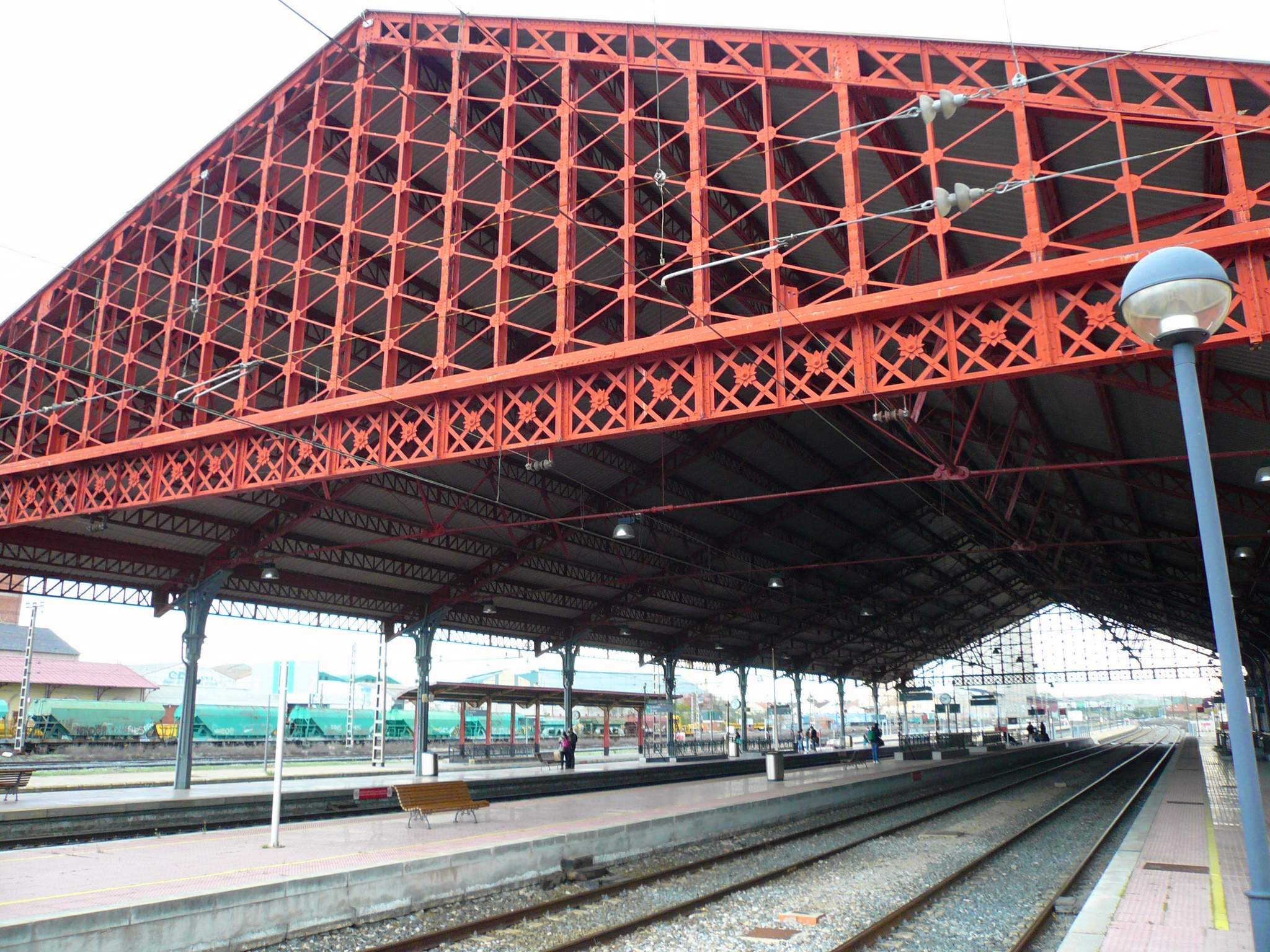
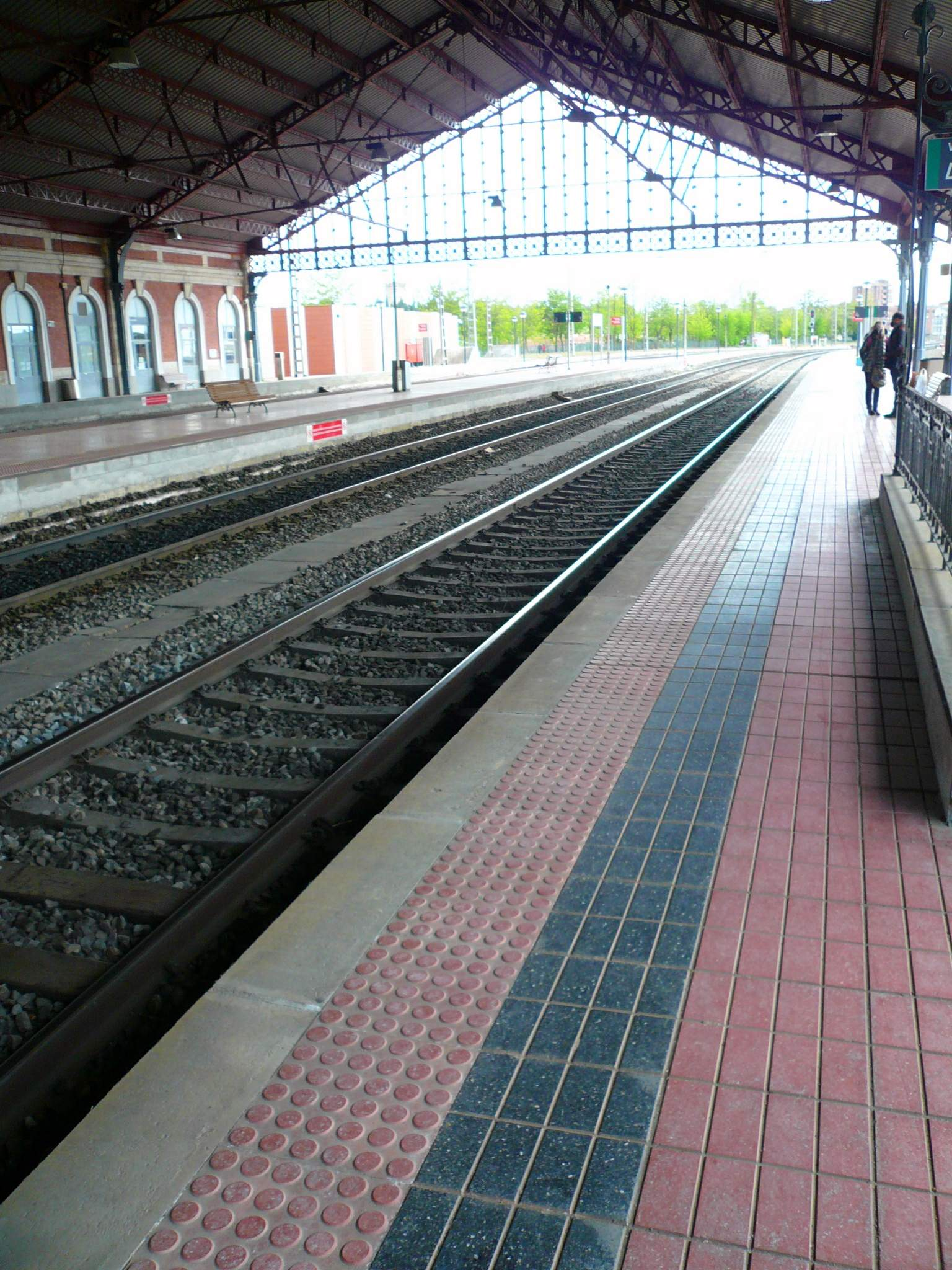